# Adam Brix
Adam Brix (* 17. November 1978 in Kopenhagen) ist ein dänischer Schauspieler, Synchronsprecher und Stuntman.

## Leben
Adam Brix wuchs in Kopenhagen auf, wo er bis heute lebt. Er ist der Sohn der Schauspielerin Birte Tove und dessen Ehemann Ole Brix-Schächter. Er hat eine Schwester, die Musikerin Anne Katrine Tove Brix. Er wirkte bereits mit zehn Jahren erstmals in zwei Spielfilmen mit.
Brix absolvierte nach seinem Schulabschluss von 1997 bis 2002 seine Schauspielausbildung an der Staatlichen Theaterhochschule in Kopenhagen. Anschließend besuchte er bis 2004 auch Workshops am Lee Strasberg Theatre and Film Institute in New York City. Zu Beginn seiner Karriere war er einige Zeit lang als Stuntman bei Filmproduktionen tätig. Seit 1998 hat Brix als Schauspieler vor der Kamera in bislang mehr als 60 Film-und-Fernsehproduktionen mitgewirkt. Nebenbei ist er auch als Synchronsprecher für Animationsfilme und Zeichentrickfilme aktiv und lieh seine Stimme auch einigen Computerspielen. Er ist vereinzelt auch als Bühnendarsteller an verschiedenen Theaterhäusern tätig.
Brix ist mit der Drehbuchautorin und TV-2-Moderatorin Maria C. Andersen liiert.

## Filmografie (Auswahl)
- 2000: Blinkende Lichter
- 2005: Jackpot
- 2007: Der verlorene Schatz der Tempelritter II
- 2009: Protectors – Auf Leben und Tod (Fernsehserie, 4 Folgen)
- 2011: Borgen – Gefährliche Seilschaften (Fernsehserie, 2 Folgen)
- 2013: Die Brücke – Transit in den Tod (Fernsehserie, 1 Folge)
- 2014: Schändung
- 2016: Follow the Money (Fernsehserie, 1 Folge)
- 2019: Countdown Copenhagen (Fernsehserie, 4 Folgen)
- 2020: Wenn die Stille einkehrt (Fernsehserie, 3 Folgen)